# Coleophora

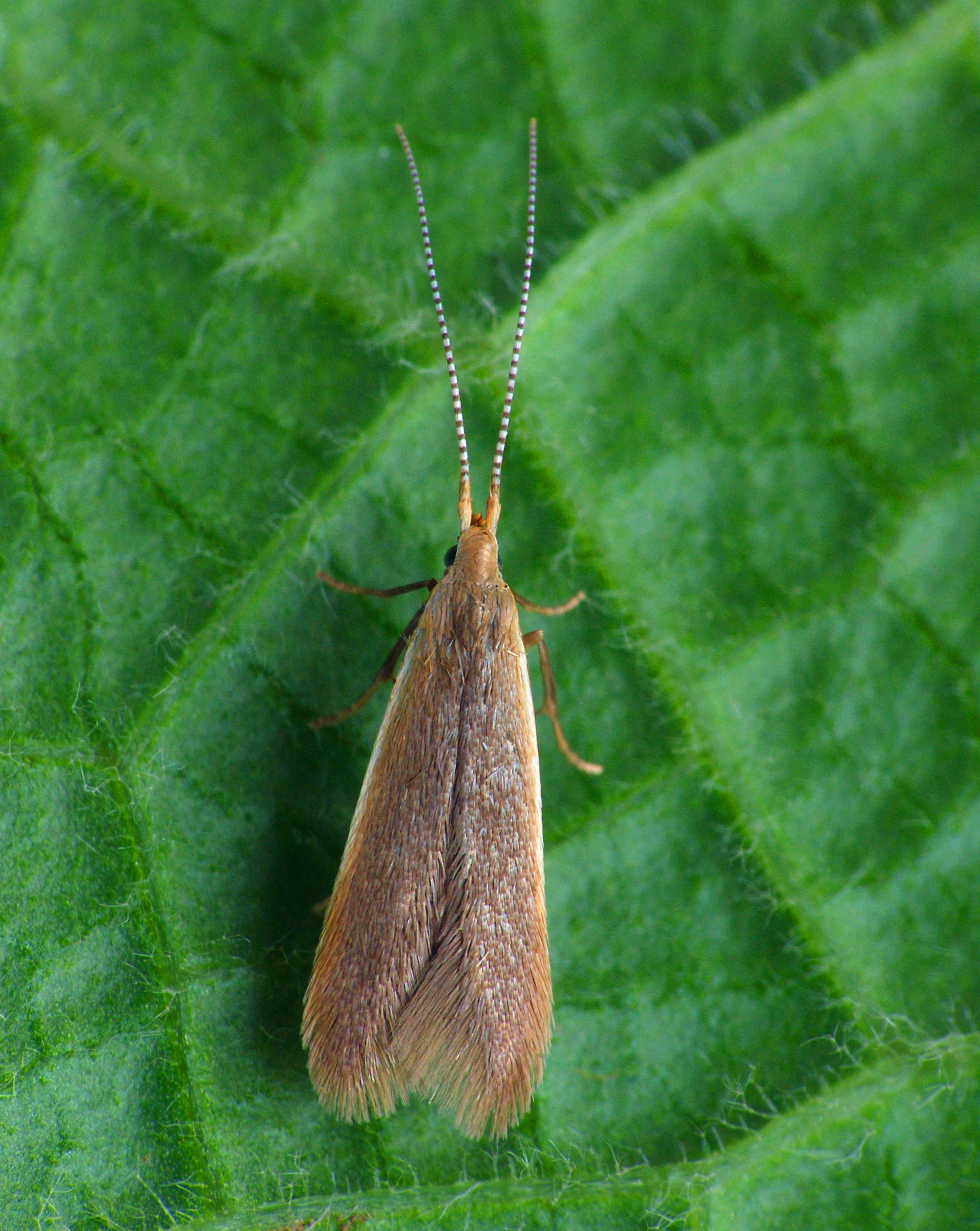
Coleophora limosipennella, female

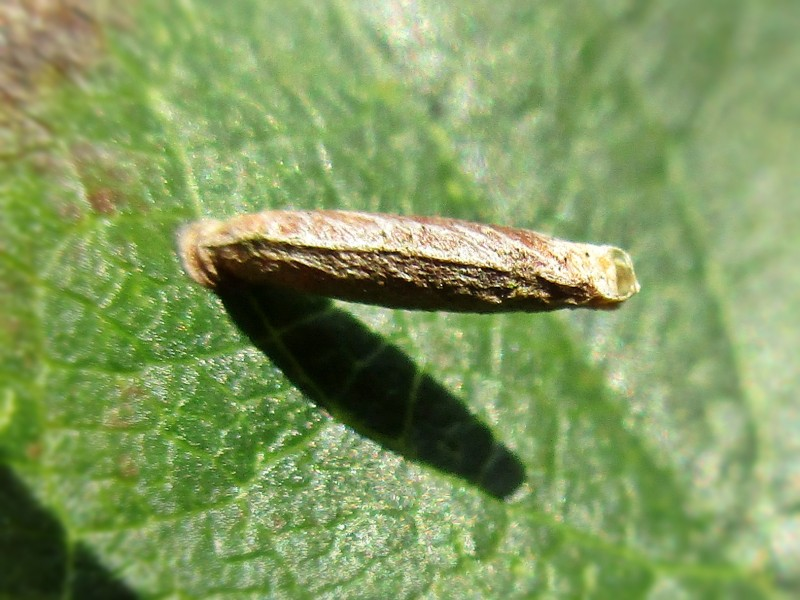
Larva de Coleophora sp. en su capullo.

Coleophora es un género muy grande de lepidópteros de la familia Coleophoridae con cerca de 1000 especies descritas. El género está representado en todos los continentes pero la mayoría se hallan en las regiones Neárticas y Paleárticas. Algunos autores han propuesto dividirlo en numerosos géneros más pequeños, pero esto no está ampliamente aceptado.
Como en la mayoría de los miembros de la familia, las larvas inicialmente se alimentan internamente de semillas, flores u hojas de las plantas huésped, y cuando son más grandes ya comen externamente y construyen cubiertas distintivas protectoras, frecuentemente incorporando material vegetal. Muchas especies tienen específicas especies hospederas.

## Taxonomía y sistemática
Alrededor de 95% de más de 1,000 especies descritas colocadas en este género son considerada como posiblemente perteneciendo a otros géneros. Hay muchos intentos de reclasificación pero aun no se han aceptado, debido a incertidumbre acerca de cuales especies están más relacionadas con la especie tipo, C. anatipennella.

## Especies
Lista de especies de Coleophora
- C. aasperseola
- C. absinthii

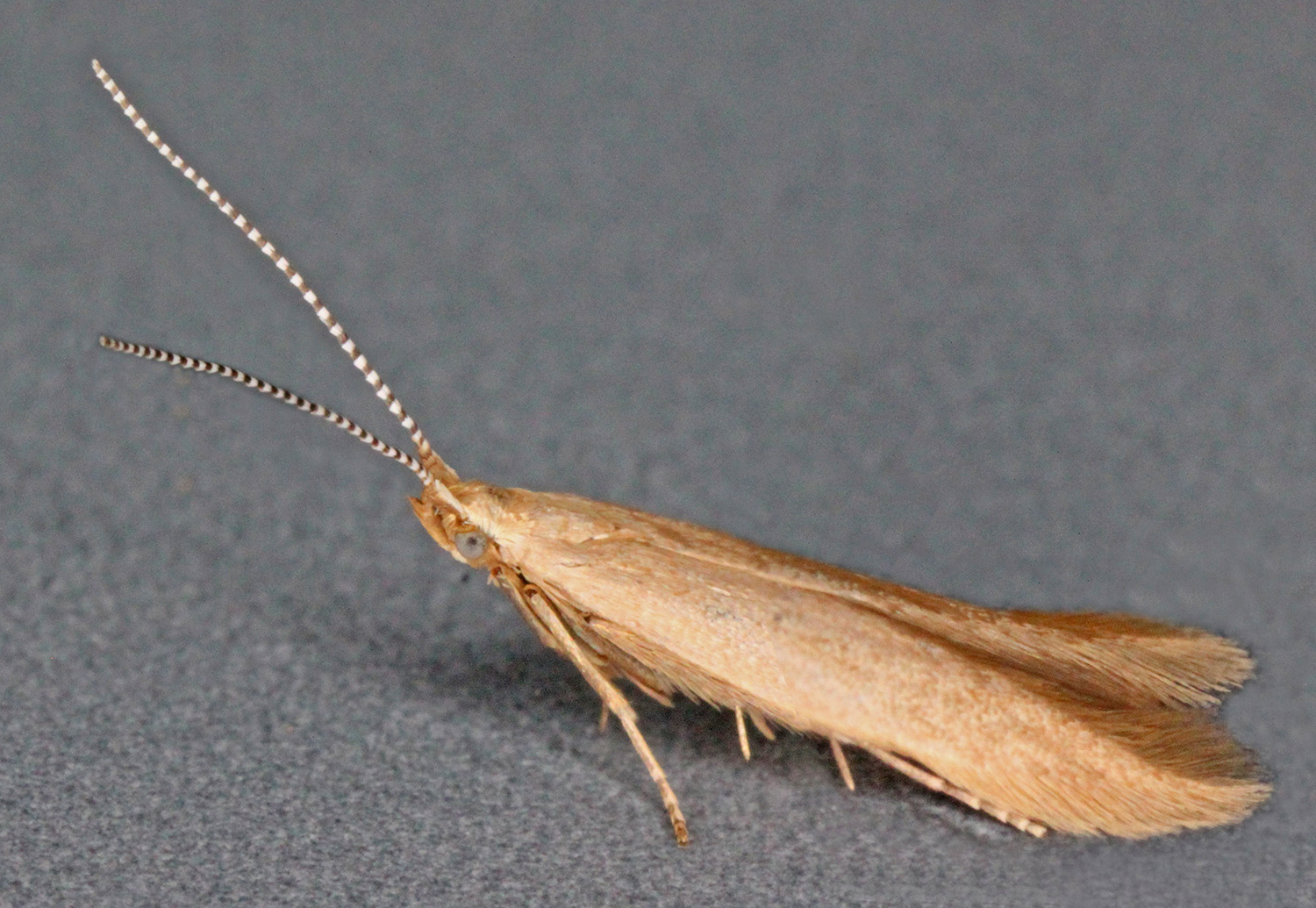
C. gryphipennella

- Planta huésped: Artemisia absinthium

- C. absinthivora
- C. acamtopappi

- Planta huésped registrada: Acamptopappus sphaerocephalus, Coreopsis

- C. acanthyllidis

- Planta huésped: Anthyllis tragacanthoides

- C. accordella

- Plantas huésped registradas: Lotus scoparius, Hedysarum boreale

- C. acerosa
- C. achaenivora
- C. achilleae
- C. acrisella

- Planta huésped: Dorycnium

- C. acuminatoides

- Plantas huésped registradas: Aster acuminatus, Solidago

- C. acutipennella
- C. acutiphaga

- Planta huésped: Juncus acutus

- C. adelogrammella
- C. adjectella

- Planta huésped: Prunus spinosa

- C. adjunctella

- Planta huésped: Juncus

- C. adspersella

- Plantas huésped registradas: Atriplex, Halimione, Suaeda maritima

- C. aegyptiacae

- Planta huésped: Salvia aegyptiaca

- C. aenusella
- C. aequalella
- C. aestuariella

- Planta huésped: Suaeda maritima

- C. aethiops
- C. affiliatella
- C. afrohispana
- C. afrosarda
- C. agenjoi
- C. agilis
- C. agnatella
- C. agrianella
- C. ahenella

- Plantas huésped registradas: Cornus, Rhamnus, Viburnum

- C. alabama
- C. alashiae
- C. albarracinica
- C. albella

- Planta huésped: Lychnis flos-cuculi

- C. albiantennaella

- Planta huésped: Cornus

- C. albicans
- C. albicella

- Plantas registradas huésped: Artemisia caerulescens, Santolina chamaecyparissus

- C. albicinctella
- C. albicosta

- Planta huésped: Ulex

- C. albicostella

- Planta huésped: Potentilla cinerea

- C. albidella

- Planta huésped: Salix

- C. albilineella
- C. albitarsella

- Plantas huésped reg.: Calamintha, Clinopodium, Glechoma, Nepeta, Origanum, Prunella

- C. albostraminata
- C. albovanescens

- Plantas huésped reg.: Betula, Fagus, Quercus, Tilia

- C. albulae
- C. alcyonipennella

- Plantas huésped reg.: Trifolium, Centaurea

- C. alfacarensis
- C. algeriensis
- C. algidella
- C. alhamaella
- C. aliena
- C. almeriensis
- C. alniella

- Plantas huésped reg.: Acer rubrum, Alnus

- C. alnifoliae

- Planta huésped: Alnus

- C. alticolella

- Planta huésped: Juncus

- C. altivagella
- C. amaranthella

- Plantas huésped reg.: Amaranthus, Asparagus

- C. amarchana
- C. amellivora
- C. amentastra

- Planta huésped: Artemisia turanica

- C. amygdalina

- Planta huésped: Prunus

- C. anabaseos
- C. anatipennella

- Plantas huésped reg.: Betula, Malus pumila, Prunus, Quercus, Salix, Sorbus, Tilia

- C. ancistron
- C. angentialbella
- C. anitella
- C. annulatella

- Plantas huésped reg.: Atriplex, Chenopodium

- C. annulicola

- Plantas huésped reg.: Aster, Solidago

- C. antennariella

- Planta huésped: Luzula pilosa

- C. antipennella
- C. apicialbella

- Planta huésped: Silene

- C. arctostaphyli

- Planta huésped: Arctostaphylos uva-ursi

- C. arefactella
- C. arenbergerella
- C. argentella
- C. argenteonivea
- C. argentifimbriata

- Planta huésped: Trifolium

- C. argentula

- Planta huésped: Achillea

- C. argyrella

- Planta huésped: Alhagi maurorum

- C. arizoniella
- C. armeniae
- C. artemisicolella

- Planta huésped: Artemisia vulgaris

- C. artemisiella

- Planta huésped: Artemisia maritima

- C. asperginella
- C. astericola

- Planta huésped: Aster

- C. asterifoliella
- C. asteris

- Planta huésped: Aster

- C. asterophagella
- C. asterosella
- C. asthenella

- Planta huésped: Tamarix africana

- C. astragalella

- Planta huésped: Astragalus glycyphyllos

- C. atlantica

- Plantas huésped reg.: Prunus, Salix

- C. atriplicis

- Plantas huésped reg.: Atriplex, Halimione, Salicornia, Suaeda

- C. atriplicivora
- C. atromarginata

- Plantas huésped reg.: Prunus, Quercus

- C. attalicella
- C. audeoudi
- C. aularia
- C. auricella

- Plantas huésped reg.: Stachys officinalis, Teucrium

- C. autumnella
- C. badiipennella

- Plantas huésped reg.: Fraxinus, Prunus, Ulmus

- C. bagorella
- C. ballotella

- Plantas huésped reg.: Ballota, Lamium

- C. barbaricina
- C. basimaculella
- C. basistrigella
- C. bassii
- C. bazae
- C. bedella

- Planta huésped: Salix excelsa

- C. bella
- C. benedictella

- Planta huésped: Linum narbonense

- C. benestrigatella
- C. berbera
- C. berdjanski
- C. berlandella
- C. beticella
- C. betulaenanae
- C. betulella

- Planta huésped: Betula

- C. bidens

- Planta huésped: Aster umbellatus

- C. bidentella
- C. biforis

- Planta huésped: Luzula

- C. bifrondella

- Planta huésped: Satureja montana

- C. bilineatella

- Planta huésped: Genista tinctoria

- C. bilineella

- Plantas huésped reg.: Fumana procumbens, Helianthemum

- C. biminimmaculella
- C. binderella

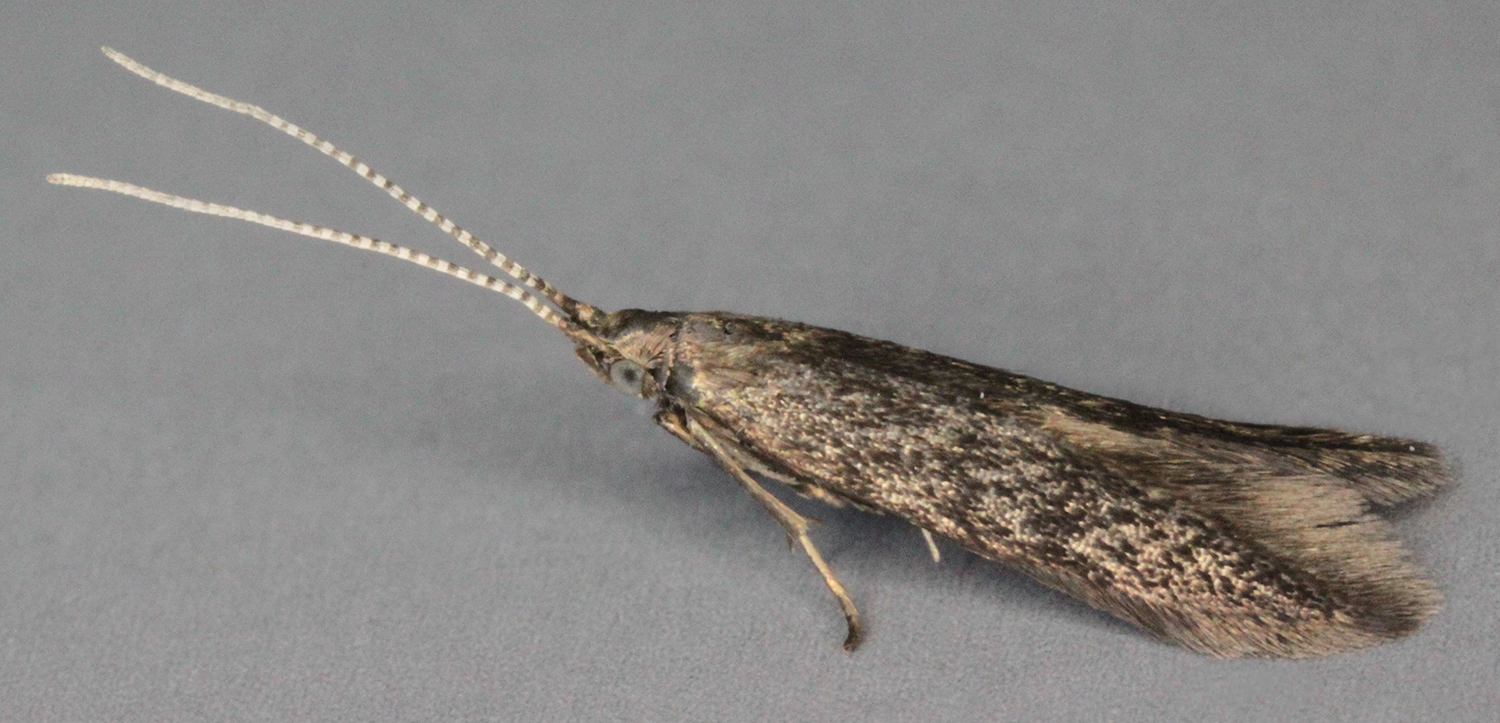
C. serratella

- Plantas huésped reg.: Alnus glutinosa, Betula, Corylus

- C. binotapennella

- Planta huésped: Chenopodium

- C. bipennella

- Planta huésped: Quercus

- C. biseriatella
- C. bispinatella

- Planta huésped: Juncus canadensis

- C. bistrigella
- C. bojalyshi
- C. borea

- Planta huésped: Polygonum

- C. boreella
- C. bornicensis
- C. botaurella
- C. brevipalpella

- Plantas huésped reg.: Centaurea, Serratula

- C. breviuscula
- C. brunneipennis
- C. brunneosignata

- Planta huésped: Herniaria glabra

- C. burmanni
- C. caelebipennella

- Plantas huésped reg.: Artemisia campestris, Helichrysum

- C. caespititiella

- Planta huésped: Juncus

- C. calligoni
- C. calycotomella

- Planta huésped: Calycotome

- C. campella
- C. campestriphaga
- C. canadensisella
- C. carelica
- C. cartilaginella

- Planta huésped: Astragalus

- C. castipennella

- Planta huésped: Salix

- C. cecidophorella
- C. centaureivora
- C. cerasivorella

- Plantas huésped reg.: Crataegus, Cydonia oblonga, Malus, Prunus, Pyrus, Sorbus aucuparia, Ulmus americana

- C. ceratoidis
- C. certhiella
- C. cervinella
- C. chalcogrammella

- Planta huésped: Cerastium arvense

- C. chamaedriella

- Planta huésped: Teucrium chamaedrys

- C. chambersella
- C. changaica
- C. charadriella
- C. chiclanensis
- C. chretieni
- C. christenseni
- C. chrysanthemi

- Planta huésped: Tanacetum corymbosum

- C. ciconiella
- C. ciliataephaga
- C. cinerea
- C. clarissa
- C. clypeiferella

- Planta huésped: Chenopodium album

- C. cnossiaca
- C. coarctataephaga
- C. coenosipennella

- Planta huésped: Stellaria

- C. cogitata
- C. colutella

- Plantas huésped reg.: Astragalus, Colutea, Onobrychis saxatilis

- C. comptoniella

- Plantas huésped reg.: Alnus, Betula, Comptonia peregrina, Myrica, Ulmus

- C. concolorella

- Planta huésped: Juncus

- C. confluella

- Plantas huésped reg.: Cistus, Tuberaria guttata

- C. congeriella

- Planta huésped: Dorycnium pentaphyllum

- C. conspicuella

- Plantas huésped reg.: Aster, Centaurea

- C. contrariella
- C. conyzae

- Plantas huésped reg.: Inula conyzae, Pulicaria dysenterica

- C. coracipennella

- Plantas huésped reg.: Crataegus, Malus, Prunus

- C. cornella

- Planta huésped: Cornus

- C. cornivorella

- Planta huésped: Cornus

- C. cornuta

- Planta huésped: Betula

- C. cornutella
- C. coronillae

- Planta huésped: Coronilla varia

- C. corsicella

- Plantas huésped reg.: Aster amellus, Silene nutans

- C. corticosa
- C. corylifoliella

- Planta huésped: Corylus

- C. cracella

- Planta huésped: Vicia

- C. crassicornella

- Planta huésped: Atriplex halimus

- C. cratipennella

- Planta huésped: Juncus

- C. crepidinella
- C. cretaticostella

- Planta huésped: Rubus

- C. cretensis
- C. crinita
- C. cristata
- C. currucipennella

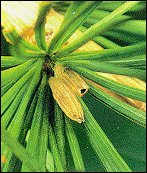
C. laricella, pupa

- Plantas huésped reg.: Carpinus, Castanea crenata, Fagus crenata, Quercus, Salix

- C. cyrniella
- C. cythisanthi
- C. deauratella

- Planta huésped: Trifolium

- C. delibutella
- C. delmastroella
- C. demissella

- Planta huésped: Prunus virginiana

- C. dentatella
- C. dentiferella
- C. dentiferoides

- Planta huésped: Juncus militaris

- C. depunctella
- C. derasofasciella
- C. derrai
- C. detractella
- C. deviella

- Planta huésped: Suaeda maritima

- C. dextrella

- Planta huésped: Aster

- C. dianthi

- Planta huésped: Dianthus

- C. dianthivora

- Planta huésped: Dianthus

- C. didymella

- Planta huésped: Centaurea scabiosa

- C. dignella
- C. dilabens
- C. diluta
- C. diogenes
- C. directella

- Planta huésped: Artemisia campestris

- C. discomaculella
- C. discordella

- Planta huésped: Lotus

- C. discostriata

- Planta huésped: Quercus

- C. dissecta
- C. dissociella
- C. dissona
- C. ditella

- Plantas huésped reg.: Artemisia campestris, Aster sedifolius

- C. drymidis

- Planta huésped: Drypis spinosa

- C. dubiella

- Planta huésped: Artemisia

- C. duplicis

- Plantas huésped reg.: Aster, Solidago

- C. echinopsilonella

- Planta huésped: Bassia muricata

- C. eichleri
- C. elaeagnisella

- Plantas huésped reg.: Elaeagnus, Hippophae, Shepherdia

- C. elephantella
- C. enchorda

- Planta huésped: Amaranthus

- C. entoloma
- C. epijudaica
- C. eremosparti
- C. ericoides

- Planta huésped: Aster

- C. erratella
- C. etrusca
- C. eupreta

- Planta huésped: Helianthemum sessiliflorum

- C. eurasiatica
- C. euryaula

- Planta huésped: Astragalus

- C. excellens
- C. expressella
- C. exul
- C. fagicorticella

- Planta huésped: Juncus

- C. falcigerella
- C. femorella
- C. feoleuca
- C. fergana
- C. festivella
- C. filaginella
- C. fiorii
- C. flaviella
- C. flavipennella

- Plantas huésped reg.: Pyrus, Quercus

- C. follicularis

- Plantas huésped reg.: Eupatorium, Inula, Pulicaria

- C. frankii
- C. franzi
- C. fretella
- C. fringillella
- C. frischella

- Plantas huésped reg.: Centaurea, Medicago sativa, Melilotus, Trifolium repens

- C. fuliginosa
- C. fuscedinella

- Plantas huésped reg.: Alnus, Betula, Ulmus procera

- C. fuscicornis

- Planta huésped: Vicia tetrasperma

- C. fuscociliella

- Planta huésped: Medicago

- C. fuscocuprella

- Plantas huésped reg.: Betula, Corylus

- C. fuscolineata
- C. galatellae
- C. galbulipennella
- C. galligena
- C. gallipennella

- Planta huésped: Astragalus glycyphyllos

- C. gallivora

- Planta huésped: Zygophyllum gontscharovii

- C. gallurella
- C. gardesanella

- Plantas huésped reg.: Achillea, Artemisia

- C. gaviaepennella
- C. gaylussaciella

- Planta huésped: Gaylussacia

- C. genistae

- Planta huésped: Genista anglica

- C. gielisi
- C. gilveolella
- C. glaseri
- C. glaucella

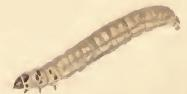
C. paripennella, larva

- Plantas huésped reg.: Arctostaphylos, Comarostaphylis glaucescens

- C. glaucicolella

- Plantas huésped reg.: Juncus, Luzula

- C. glissandella
- C. glitzella

- Planta huésped: Vaccinium vitis-idaea

- C. gnaphalii

- Planta huésped: Helichrysum arenarium

- C. graeca
- C. graminicolella
- C. granifera

- Planta huésped: Aster

- C. granulatella

- Planta huésped: Artemisia campestris

- C. granulosella
- C. gredosella
- C. griseomixta

- C. gryphipennella

- Planta huésped: Rosa

- C. guadicensis
- C. gulinovi
- C. guttella

- Planta huésped: Artemisia turanica

- C. gymnocarpella

- Planta huésped: Gymnocarpos decandrum

- C. hackmani
- C. halimionella
- C. halocnemi
- C. halophilella
- C. halostachydis
- C. haloxyli
- C. haloxylonella

- Planta huésped: Haloxylon articulatum

- C. hartigi
- C. haywardi

- Planta huésped: Schinopsis

- C. heinrichella

- Planta huésped: Monarda fistulosa

- C. helianthemella

- Plantas huésped reg.: Cistus monspeliensis, Tuberaria lignosa

- C. helichrysiella

- Planta huésped: Helichrysum italicum

- C. hemerobiella

- Plantas huésped reg.: Crataegus, Malus, Prunus, Pyrus

- C. hemerobiola
- C. hermanniella

- Planta huésped: Anthyllis hermanniae

- C. hiberica
- C. hieronella
- C. hippodromica

- Planta huésped: Astragalus gombo

- C. horatioella
- C. hornigi

- Planta huésped: Betula

- C. hospitiella
- C. hungariae
- C. hydrolapathella

- Planta huésped: Rumex hydrolapathum

- C. hypoxantha
- C. hyssopi
- C. ibipennella

- Plantas huésped reg.: Betula, Quercus

- C. ichthyura

- Planta huésped: Atraphaxis pyrifolia

- C. idaeella

- Planta huésped: Vaccinium vitis-idaea

- C. ignotella
- C. immersa
- C. immortalis

- Planta huésped: Amaranthus

- C. impalella
- C. inconstans
- C. indefinitella
- C. infolliculella

- Planta huésped: Haloxylon articulatum

- C. infuscatella
- C. insulicola
- C. intermediella

- Planta huésped: Euthamia graminifolia

- C. internitens
- C. inulae

- Plantas huésped reg.: Inula, Pulicaria dysenterica

- C. inusitatella
- C. involucrella

- Planta huésped: Santolina

- C. iperspinata
- C. irroratella
- C. isomoera
- C. jaernaensis
- C. jerusalemella
- C. juglandella
- C. juncicolella

- Plantas huésped reg.: Calluna, Erica

- C. jynxella
- C. kahaourella
- C. kalmiella

- Planta huésped: Kalmia

- C. kargani
- C. kasyi
- C. katunella
- C. kautzi
- C. kearfottella

- Planta huésped: Salix

- C. keireuki
- C. klimeschiella

- Plantas huésped reg.: Halogeton glomeratus, Salsola

- C. kolymella
- C. korbi
- C. kroneella
- C. kuehnella
- C. kurokoi

- Plantas huésped reg.: Artemisia princeps, Chrysanthemum

- C. kyffhusana

- Planta huésped: Gypsophila fastigiata

- C. lacera
- C. laconiae
- C. ladonia
- C. lapidicornis

- Planta huésped: Prunus

- C. laricella

- Planta huésped: Larix

- C. lassella
- C. laticornella

- Plantas huésped reg.: Carya, Juglans nigra, Prunus americana

- C. laticostella
- C. latronella
- C. laurentella

- Planta huésped: Aster

- C. lebedella
- C. ledi

- Plantas huésped reg.: Chamaedaphne calyculata, Rhododendron

- C. lenae
- C. lentella

- Planta huésped: Betula

- C. leonensis
- C. lessinica
- C. leucapennella

- Plantas huésped reg.: Lychnis, Silene

- C. leucapennis

- Planta huésped: Luzula

- C. leucochrysella

- Planta huésped: Castanea

- C. levantis

- Planta huésped: Quercus

- C. lewandowskii
- C. limosipennella

- Plantas huésped reg.: Alnus, Betula, Ulmus

- C. lineapulvella

- Plantas huésped reg.: Amaranthus, Chenopodium album, Prunus

- C. lineata
- C. lineolea

- Plantas huésped reg.: Ballota nigra, Lamium, Marrubium, Stachys, Stellaria graminea

- C. linosyridella

- Plantas huésped reg.: Aster, Baccharis pilularis, Chrysothamnus viscidiflorus

- C. linosyris
- C. lithargyrinella

- Plantas huésped reg.: Silene vulgaris, Stellaria holostea

- C. littorella
- C. lixella

- Plantas huésped: Poaceae incluye Briza, Holcus, Thymus

- C. lonchodes
- C. longicornella

- Planta huésped: Aster tripolium

- C. loti
- C. luciennella
- C. lunensis
- C. lusciniaepennella
- C. lusitanica
- C. lutatiella
- C. luteocostella
- C. luteolella
- C. lutipennella

- Plantas huésped reg.: Betula, Quercus

- C. lycii
- C. macedonica
- C. macilenta
- C. macrobiella

- Planta huésped: Camphorosma monspeliaca

- C. magyarica
- C. malatiella
- C. malivorella

- Plantas huésped reg.: Alnus, Betula, Cydonia oblonga, Malus, Populus, Prunus, Pyrus, Salix

- C. maneella
- C. manitoba

- Plantas huésped: Poaceae

- C. marcella
- C. maritella

- Planta huésped: Juncus

- C. maritimella

- Planta huésped: Juncus maritima

- C. mausolella

- Planta huésped: Chenopodium

- C. mayrella

- Planta huésped: Trifolium repens

- C. mcdunnoughiella
- C. medelichensis
- C. mediterranea
- C. melanograpta

- Planta huésped: Quercus

- C. mendica
- C. meridionella
- C. microalbella
- C. micromeriae

- Planta huésped: Micromeria varia

- C. micronotella
- C. microxantha

- Planta huésped: Herniaria fruticosa

- C. millefolii

- Planta huésped: Achillea millefolium

- C. milvipennis

- Planta huésped: Betula

- C. minipalpella
- C. minoica
- C. moehringiae
- C. moeniacella

- Planta huésped: Atriplex vestita

- C. monardae

- Planta huésped: Monarda

- C. monardella

- Planta huésped: Monarda fistulosa

- C. mongetella

- Planta huésped: Dorycnium pentaphyllum

- C. monteiroi
- C. morosa
- C. motacillella
- C. multicristatella

- Plantas huésped reg.: Gaylussacia, Rhododendron canadense

- C. murciana
- C. murinella

- Planta huésped: Vaccinium

- C. musculella

- Planta huésped: Dianthus superbus

- C. nanophyti
- C. narbonensis
- C. necessaria
- C. neli
- C. nemorella

- Planta huésped: Aster nemoralis

- C. nesiotidella
- C. nevadella
- C. nigricella

- Plantas huésped reg.: Crataegus, Prunus, Pyrus

- C. nigridorsella
- C. nigrostriata
- C. nikiella
- C. niveiciliella
- C. niveicostella

- Planta huésped: Thymus

- C. niveistrigella

- Planta huésped: Gypsophila fastigiata

- C. nomgona
- C. nubivagella
- C. numeniella
- C. nutantella

- Planta huésped: Silene

- C. obducta

- Planta huésped: Larix

- C. obscenella

- Plantas huésped reg.: Aster tripolium, Solidago

- C. obscuripalpella
- C. obtectella
- C. obviella
- C. occasi
- C. occatella
- C. occitana
- C. ochrea

- Planta huésped: Helianthemum

- C. ochripennella

- Plantas huésped reg.: Ballota, Lamium

- C. ochroflava
- C. ochroneura

- Planta huésped: Rutidosis

- C. ochrostriata
- C. octagonella

- Planta huésped: Persea carolinensis

- C. odorariella

- Planta huésped: Jurinea cyanoides

- C. olympica
- C. onobrychiella

- Planta huésped: Astragalus

- C. ononidella

- Planta huésped: Ononis arvensis

- C. onopordiella

- Planta huésped: Onopordum acanthium

- C. onosmella

- Plantas huésped reg.: Anchusa, Echium

- C. orbitella

- Plantas huésped reg.: Alnus, Betula

- C. oriolella

- Planta huésped: Lotus rectus

- C. ornatipennella

- Plantas huésped reg.: Poaceae, Salvia pratensis

- C. orotavensis
- C. ortneri
- C. ostryae

- Plantas huésped reg.: Carpinus, Carya, Ostrya

- C. otidipennella

- Planta huésped: Luzula

- C. otitae

- Planta huésped: Silene

- C. paeltsaella
- C. pagmana
- C. palliatella

- Plantas huésped reg.: Prunus, Quercus, Salix

- C. paludoides
- C. pappiferella

- Planta huésped: Antennaria dioica

- C. paradoxella
- C. paradrymidis
- C. paramayrella
- C. parenthella

- C. paripennella

- Plantas huésped reg.: Arctium, Centaurea, Cirsium, Corylus, Malus pumila, Prunus, Pyrus, Rosa, Serratula

- C. parthenica

- Plantas huésped reg.: Atriplex halimus, Halogeton glomeratus, Salsola

- C. partitella
- C. patzaki
- C. pechi

- Planta huésped: Suaeda vermiculata

- C. peisoniella
- C. pellicornella
- C. pennella
- C. peri
- C. peribenanderi
- C. perigrinaevorella

- Planta huésped: Comptonia peregrina

- C. peribenanderi

- Plantashuésped reg.: Arctium, Cirsium arvense

- C. perplexella
- C. persimplexella

- Plantas huésped reg.: Alnus viridis, Betula, Comptonia peregrina

- C. peterseni
- C. phlomidella

- Planta huésped: Phlomis

- C. phlomidis

- Planta huésped: Phlomis

- C. physophorae
- C. picardella
- C. pilicornis
- C. pilion
- C. pinkeri
- C. piperata

- Plantas huésped reg.: Betula occidentalis, Salix

- C. plicipunctella
- C. plumbella

- Plantas huésped reg.: Rubus chamaemorus, Vaccinium uliginosum

- C. plurifoliella

- Plantahuésped: Atriplex halimus

- C. poecilella

- Plantas huésped reg.: Salsola oppositifolia, Suaeda vermiculata

- C. polemoniella

- Plantas huésped reg.: Aster ericoides, Polemonium

- C. polonicella

- Planta huésped: Astragalus arenarius

- C. polycarpaeae

- Planta huésped: Polycarpaea teneriffae

- C. polynella

- Planta huésped: Artemisia turanica

- C. pontica
- C. portulacae
- C. potentillae

- Plantas huésped reg.: Betula, Helianthemum, Potentilla, Rosa, Rubus

- C. praecursella
- C. pratella
- C. preisseckeri
- C. prepostera
- C. protecta

- Planta huésped: Anthyllis tragacanthoides

- C. pruniella

- Plantas huésped reg.: Alnus, Amelanchier, Betula, Comptonia, Juglans, Malus, Myrica, Populus, Prunus, Salix fragilis

- C. prunifoliae

- Planta huésped: Prunus spinosa

- C. pseudociconiella
- C. pseudodirectella
- C. pseudoditella
- C. pseudolinosyris
- C. pseudopoecilella
- C. pseudorepentis
- C. pseudosquamosella
- C. ptarmica

- Planta huésped: Achillea millefolium

- C. pterosparti
- C. puberuloides

- Planta huésped: Solidago

- C. pulchricornis

- Planta huésped: Saccharum officinarum

- C. pulmonariella

- Planta huésped: Pulmonaria saccharata

- C. punctulatella

- Planta huésped: Camphorosma monspeliaca

- C. pyrenica
- C. pyrrhulipennella

- Plantas huésped reg.: Calluna, Erica

- C. quadrifariella
- C. quadrilineella

- Planta huésped: Juncus

- C. quadristraminella
- C. quadristrigella
- C. quadruplex
- C. quercicola

- Planta huésped: Quercus mongolica

- C. querciella

- Planta huésped: Quercus

- C. qulikushella
- C. ramitella
- C. ramosella

- Planta huésped: Solidago virga-aurea

- C. ravillella
- C. rectilineella
- C. remizella
- C. repentis
- C. retifera
- C. rhanteriella

- Planta huésped: Rhanterium adpressum

- C. ribasella
- C. riffelensis
- C. rosacella

- Planta huésped: Rosa

- C. rosaefoliella

- Planta huésped: Rosa

- C. rosaevorella
- C. rudella
- C. rugosae

- Planta huésped: Solidago rugosa

- C. rupestrella
- C. sabulella
- C. sacramenta

- Plantas huésped reg.: Malus pumila, Prunus

- C. salicivorella

- Plantas huésped reg.: Cornus canadensis, Salix

- C. salicorniae

- Planta huésped: Salicornia

- C. salinella

- Plantas huésped reg.: Atriplex, Halimione

- C. salinoidella
- C. salsolella

- Planta huésped: Salsola vermiculata

- C. salviella

- Planta huésped: Salvia aegyptiaca

- C. samarensis
- C. santolinella

- Planta huésped: Santolina chamaecyparissus

- C. saponariella

- Planta huésped: Saponaria

- C. sardiniae
- C. sardocorsa
- C. sarehma
- C. sattleri
- C. saturatella

- Plantas huésped reg.: Cytisus, Genista

- C. saxicolella

- Plantas huésped reg.: Atriplex, Chenopodium

- C. scabrida

- Planta huésped: Herniaria glabra

- C. scaleuta

- Plantas huésped reg.: Camellia sinensis, Chenopodium

- C. schmidti
- C. semicinerea
- C. seminalis
- C. seminella
- C. sergiella
- C. serinipennella

- Planta huésped: Atriplex

- C. serpylletorum

- Planta huésped: Thymus

- C. serratella

- Plantas huésped reg.: Alnus, Betula, Comptonia peregrina, Corylus, Crataegus, Malus, Quercus wislizenii, Ulmus

- C. serratulella

- Planta huésped: Jurinea humilis

- C. settarii

- Planta huésped: Artemisia crithmifolia

- C. sexdentatella

- Planta huésped: Juncus canadensis

- C. shaleriella

- Planta huésped: Polygonum

- C. sibiricella

- Planta huésped: Larix decidua

- C. siccifolia

- Plantas huésped reg.: Betula, Crataegus, Pyrus

- C. silenella

- Planta huésped: Silene (también Detritophagous)

- C. simulans

- Planta huésped: Aster

- C. singreni
- C. sisteronica
- C. sodae
- C. soffneriella
- C. solenella

- Planta huésped: Artemisia campestris

- C. solidaginella

- Planta huésped: Solidago virga-aurea

- C. solitariella

- Planta huésped: Stellaria holostea

- C. soriaella
- C. sparsiatomella
- C. sparsipulvella
- C. sparsipuncta

- Planta huésped: Aster

- C. spinella

- Plantas huésped reg.: Crataegus, Malus, Prunus, Pyrus

- C. spiraeella
- C. spissicornis

- Planta huésped: Trifolium

- C. spumosella

- Planta huésped: Dorycnium pentaphyllum

- C. squalorella
- C. squamella

- Planta huésped: Lotus cytisoides

- C. squamosella

- Planta huésped: Erigeron acris

- C. stachi
- C. staehelinella

- Planta huésped: Staehelina dubia

- C. stegosaurus
- C. stepposa
- C. sternipennella

- Plantas huésped reg.: Atriplex, Chenopodium, Suaeda maritima

- C. stramentella
- C. striatipennella

- Plantas huésped reg.: Cerastium fontanum, Stellaria

- C. strigosella
- C. striolatella
- C. struella

- Planta huésped: hymus

- C. strutiella
- C. suaedae

- Planta huésped: Suaeda

- C. suaedicola
- C. subapicis
- C. subula
- C. succursella

- Planta huésped: Artemisia campestris

- C. sumptuosa
- C. superlonga
- C. supinella
- C. svenssoni
- C. sylvaticella

- Planta huésped: Luzula sylvatica

- C. tadzhikiella
- C. taeniipennella

- Planta huésped: Juncus

- C. tamesis
- C. tanaceti

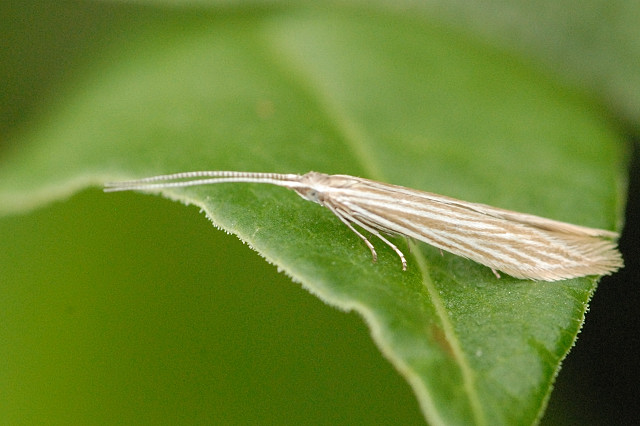
Coleophora trochilella.

- Planta huésped; Tanacetum vulgare

- C. tanitella
- C. taurica
- C. tauricella
- C. taygeti
- C. teheranella
- C. telonica
- C. teneriffella
- C. tenuis
- C. teredo
- C. texanella
- C. therinella

- Plantas huésped reg.: Carduus, Fallopia convolvulus

- C. thulea

- Planta huésped: Rubus chamaemorus

- C. thurneri
- C. thymi
- C. tiliaefoliella

- Planta huésped: Tilia

- C. timarella
- C. tolli
- C. tornata
- C. totanae
- C. tractella
- C. traganella

- Planta huésped: Traganum nudatum

- C. transcaspica
- C. traugotti
- C. tremefacta
- C. tremula
- C. treskaensis
- C. trichopterella
- C. tricolor

- Plantas huésped reg.: Poaceae, Acinos arvensis

- C. tridentifera
- C. trientella
- C. trifariella

- Plantas huésped reg.: Cytisus, Genista pilosa

- C. trifolii

- Plantas huésped reg.: Melilotus, Trifolium

- C. trigeminella

- Planta huésped: Crataegus

- C. trilineella
- C. tringella
- C. triplicis

- Planta huésped: Solidago sempervirens

- C. trochilella

- Plantas huésped reg.: Achillea, Artemisia vulgaris, Eupatorium, Tanacetum

- C. troglodytella

- Plantas huésped reg.: Eupatorium, Inula

- C. tshiligella
- C. tshogoni
- C. tundrosa
- C. turbatella
- C. turolella
- C. tyrrhaenica
- C. ucrainae
- C. uliginosella

- Planta huésped: Vaccinium uliginosum

- C. ulmifoliella

- Planta huésped: Ulmus

- C. umbratica

- Planta huésped: Prunus

- C. unigenella
- C. unipunctella

- Planta huésped: Chenopodium

- C. unistriella
- C. univittella
- C. uralensis
- C. vacciniella

- Plantas huésped reg.: Rhododendron hirsutum, Vaccinium

- C. vaccinivorella

- Planta huésped: Vaccinium

- C. vagans

- Plantas huésped: Poaceae

- C. valesianella
- C. vancouverensis
- C. vanderwolfi
- C. varensis
- C. variicornis
- C. ventadelsolella
- C. vermiculatella
- C. vernoniaeella

- Plantas huésped reg.: Helianthus, Vernonia

- C. versurella

- Plantas huésped reg.: Amaranthus spinosus, Atriplex littoralis, Chenopodium, Halimione

- C. vestalella

- Planta huésped: Anthyllis cytisoides

- C. vestianella

- Planta huésped: Atriplex

- C. vibicella

- Planta huésped: Genista tinctoria

- C. vibicigerella

- Plantas huésped reg.: Achillea, Artemisia

- C. viburniella

- Planta huésped: Viburnum

- C. vicinella

- Plantas huésped reg.: Astragalus, Coronilla, Galega, Gypsophila fastigiata

- C. vigilis

- Plantas huésped reg.: Camellia sinensis, Lycium ferocissimum

- C. viminetella

- Plantas huésped reg.: Myrica, Salix

- C. violacea
- C. virgatella

- Plantas huésped reg.: Globularia, Salvia pratensis

- C. virgaureae
- C. viridicuprella

- Plantas huésped reg.: Poaceae, Juncus

- C. viscidiflorella

- Plantas huésped reg.: Baccharis pilularis, Chrysothamnus viscidiflorus

- C. vitisella

- Planta huésped: Vaccinium vitis-idaea

- C. vivesella
- C. vulnerariae

- Planta huésped: Anthyllis vulneraria

- C. vulpecula
- C. wockeella

- Planta huésped: Stachys officinalis

- C. wolschrijni
- C. wyethiae

- Planta huésped: Wyethia angustifolia

- C. yomogiella

- Planta huésped: Artemisia

- C. zelleriella

- Planta huésped: Salix

- C. zernyi
- C. zhusani

- Planta huésped: Artemisia turanica

- C. zhusguni
- C. zukowskii